# Lübeck-Gedser-Weg
Der Lübeck-Gedser-Weg ist eine vielbefahrene Seeschifffahrtsstraße der Ostsee.
Den Namen gab ihr eine früher bestehende Fährverbindung zwischen Lübeck-Travemünde (53° 57′ 36″ N, 10° 53′ 24″ O) und dem Hafenort Gedser (54° 34′ 12″ N, 11° 55′ 37″ O) auf der dänischen Insel Falster, die jedoch mit dem Ausbau der Bundesautobahn 1 im Zuge der Vogelfluglinie unwirtschaftlich wurde. Der Lübeck-Gedser-Weg verbindet die Lübecker Häfen durch die Lübecker Bucht mit dem Kiel-Ostsee-Weg, dem Öresund und den Gewässern der östlicheren Ostsee. Aufgrund der Verkehrsdichte gilt die Kadetrinne in der Mecklenburger Bucht als eine der navigatorisch anspruchsvollsten Stellen dieses Seestraßensystems vor der deutschen Ostseeküste.